# Kravsko
Kravsko (německy Krawsko) je obec nacházející se asi 10 km severně od města Znojma v nadmořské výšce okolo 327 m. Žije zde 587 obyvatel.
Sousedními obcemi sídla jsou Znojmo, Hluboké Mašůvky, Plenkovice, Bojanovice, Pavlice, Olbramkostel a Žerůtky.

## Historie
První písemná zmínka o obci pochází z roku 1092, kdy kníže Konrád I. zeměpanskou ves daroval ostrovskému klášteru. Roku 1190 ves získal jako součást svého hospodářského zázemí nově založený loucký klášter. Tomu náležela až do jeho zrušení roku 1784. Roku 1789 statek Kravsko zakoupil hrabě Jan Václav Ugarte, který jej začlenil do nově zakládaného přímětického panství. Ugartům pak ves patřila až do zrušení patrimoniální správy v roce 1848.

## Obecní správa a politika
Obec má 7 zastupitelů. Do roku 2014 zastával funkci starosty Pavel Hlávka, od roku 2014 do roku 2018 ji vykonával Mgr. František Moučka. Komunální volby v roce 2018 vyhrála KSČM, ovšem na pozici starostky obce byla zvolena nestranice Ing. Alena Vyskotová.

## Obecní symboly
Obec Kravsko vlastnila svoji pečeť. V pečetním poli je doleva obrácená vztyčená radlice a čtyřlistý květ na prohnutém stonku. Opis pečeti – PECZET. WUBCE. W. KRAWSKO. Z této pečeti vycházel i návrh komunálních znaků obce. Z figur je zřejmý zemědělský charakter obce. Autorem návrhu je heraldik Jan Tejkal.
Blason znaku:
V zeleném štítě je vpravo vztyčená stříbrná radlice s ostřím směřujícím doprava. Vlevo stříbrný čtyřlistý květ se zlatým semeníkem na prohnutém zlatém stonku se čtyřmi listy.
Blason vlajky:
List je dělený šikmým žlutým pruhem vycházejícím z druhé šestiny dolního okraje do poslední šestiny horního okraje na zelené žerďové a bílé vlající pole. V horní polovině zeleného pole listu je bílý čtyřlistý květ se žlutým semeníkem. Poměr šířky k délce listu je 2:3.

## Pamětihodnosti
- klasicistní zámek v jižní části obce, vzniklý koncem 18. století přestavbou bývalé rezidence louckých premonstrátů. Zámek je obklopen přírodně krajinářským parkem.
- Kaple Panny Marie Pomocnice
- Keramická továrna Kocanda
- 31 metrů vysoký strom severoamerického rodu sekvojovec (kam patří největší známé stromy světa)[6]

## Galerie

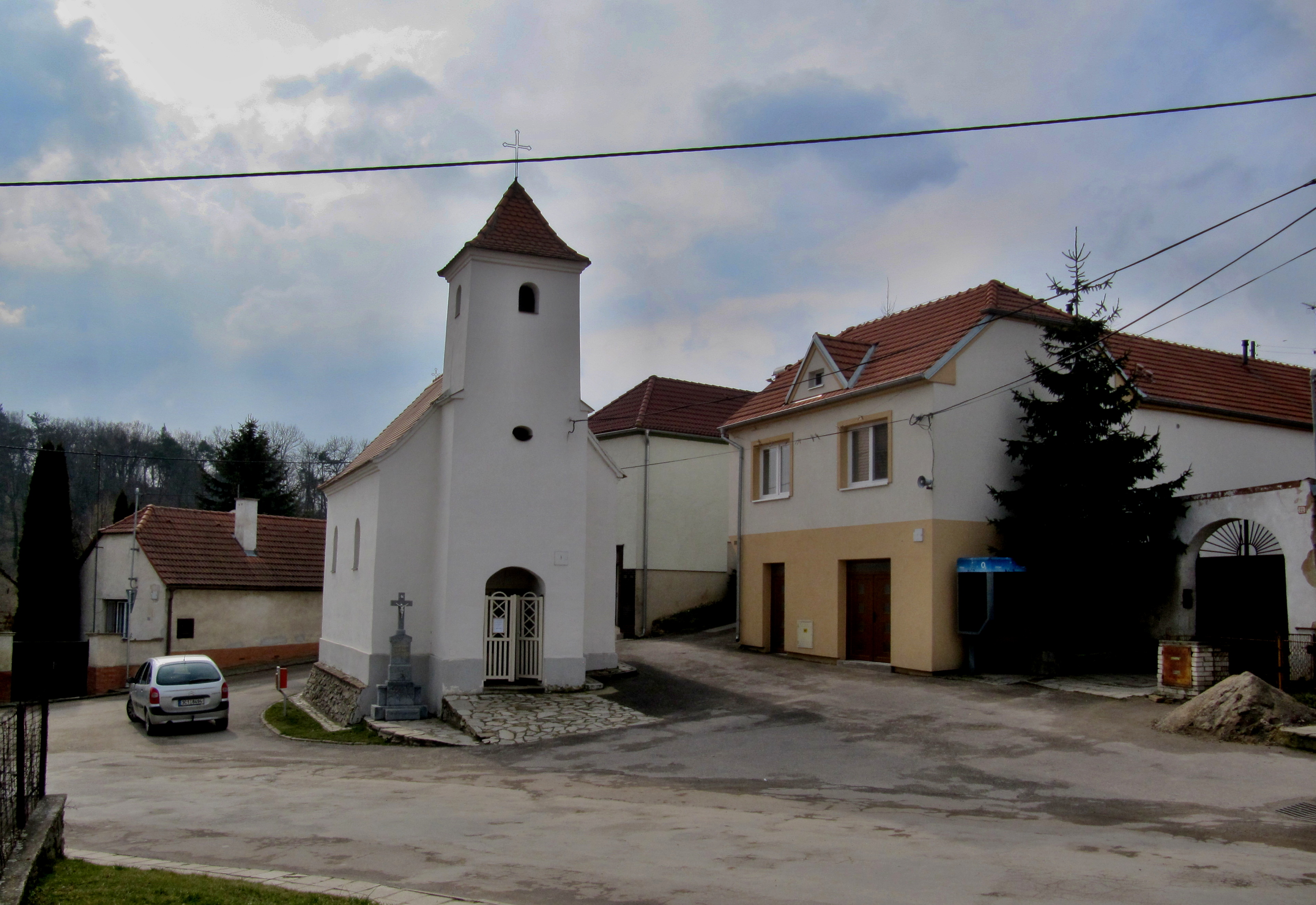
Náves s kaplí Panny Marie Pomocnice
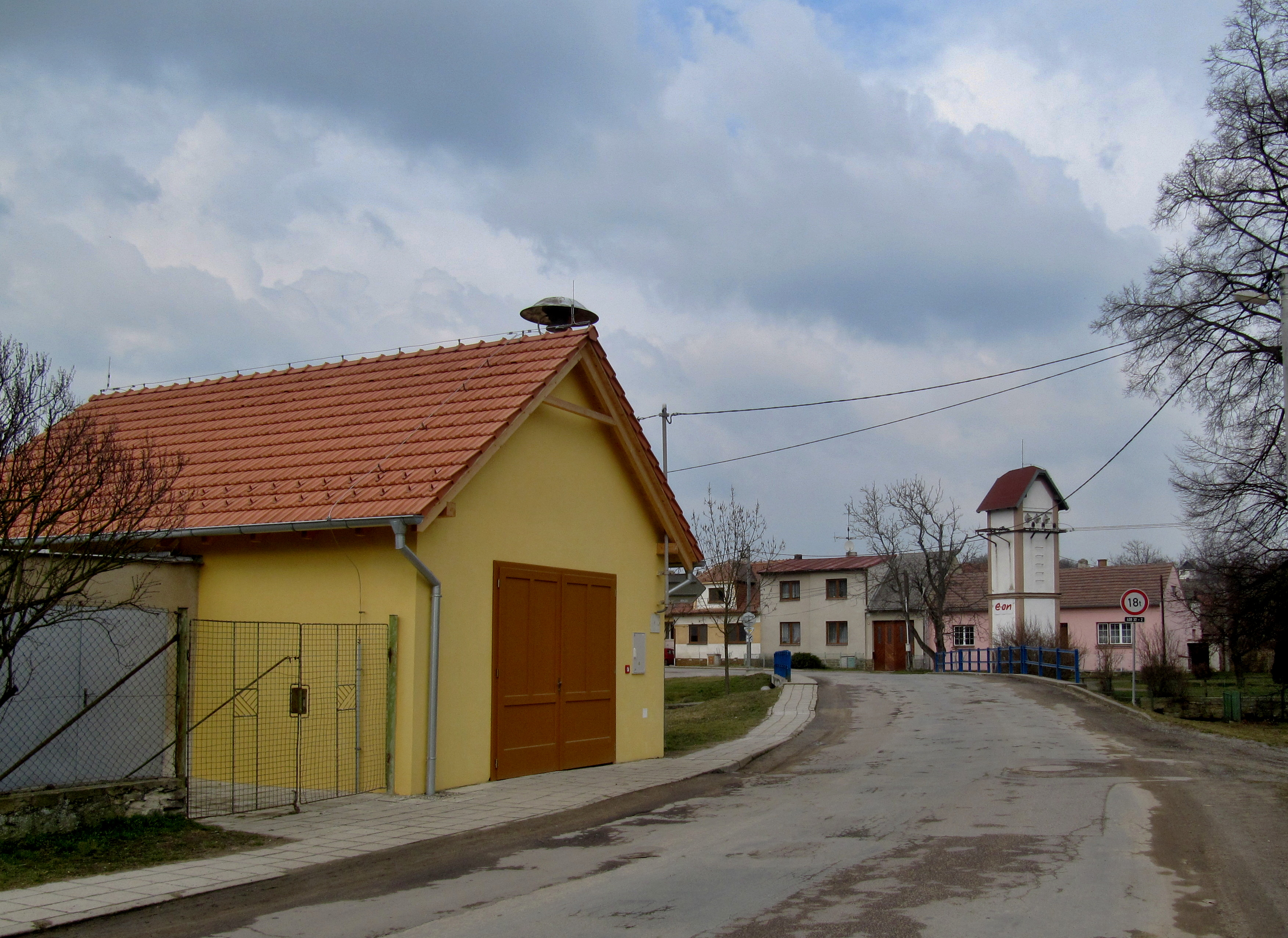
Hasičská zbrojnice
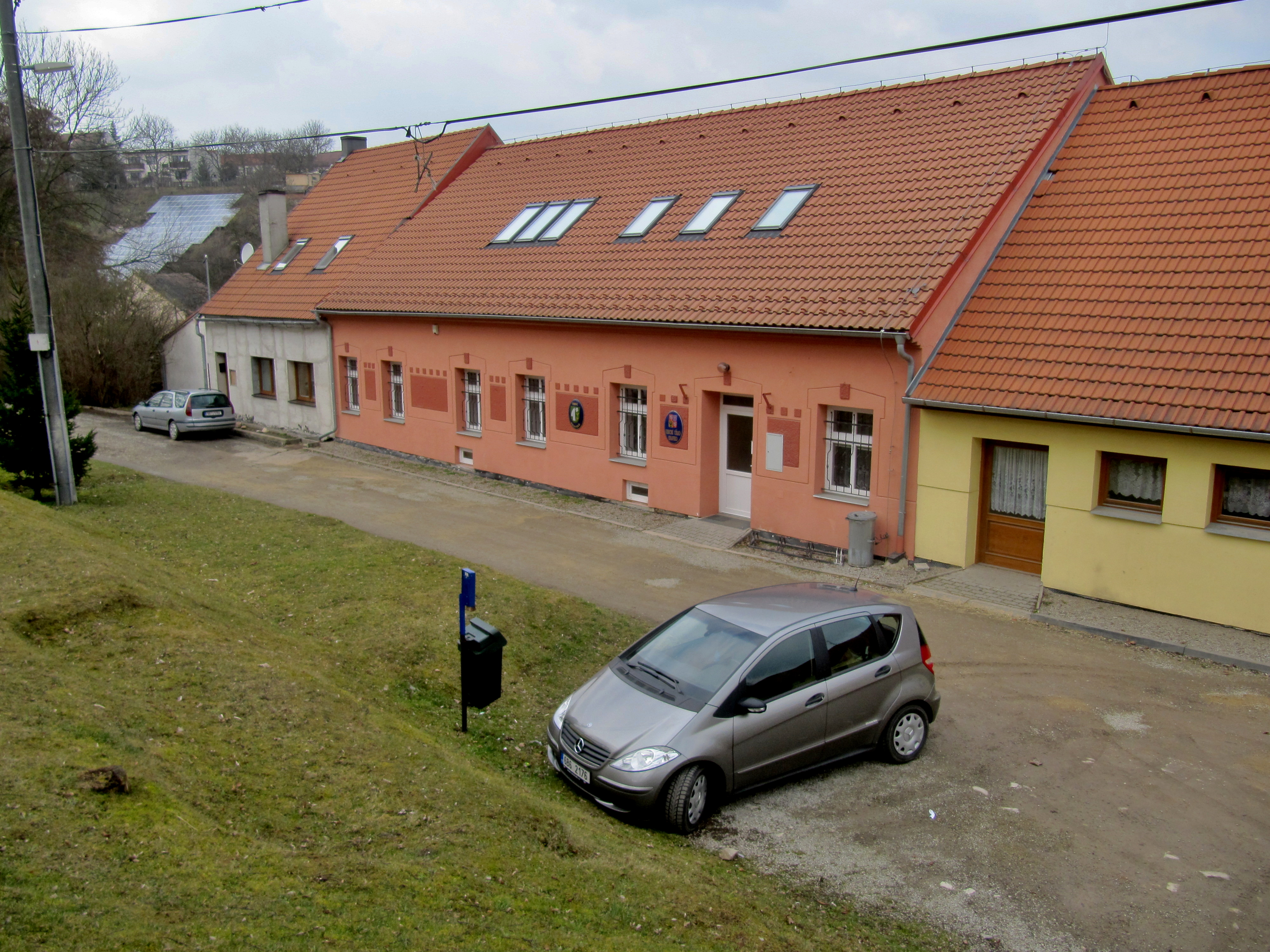
Obecní úřad
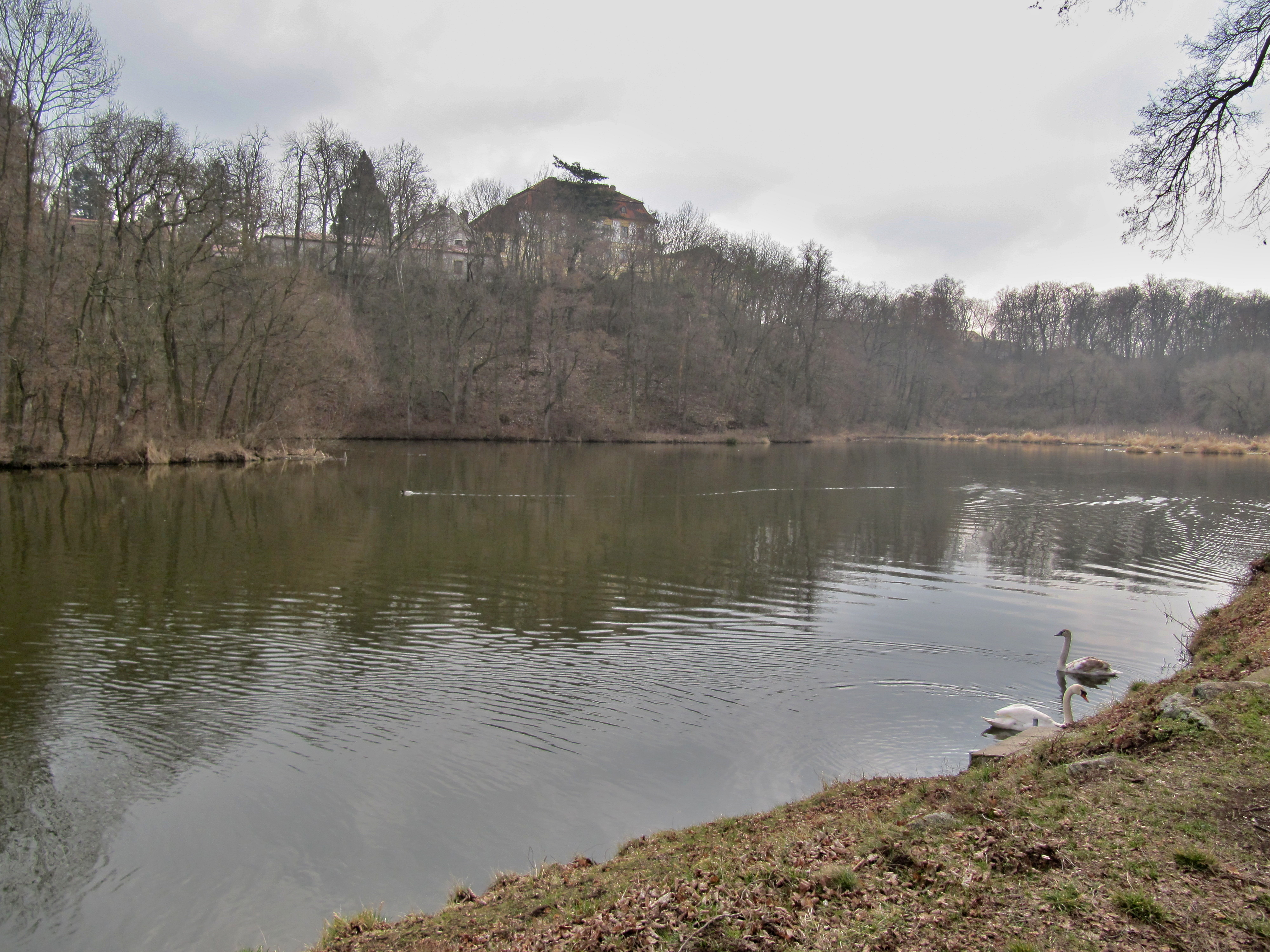
Zámecký rybník
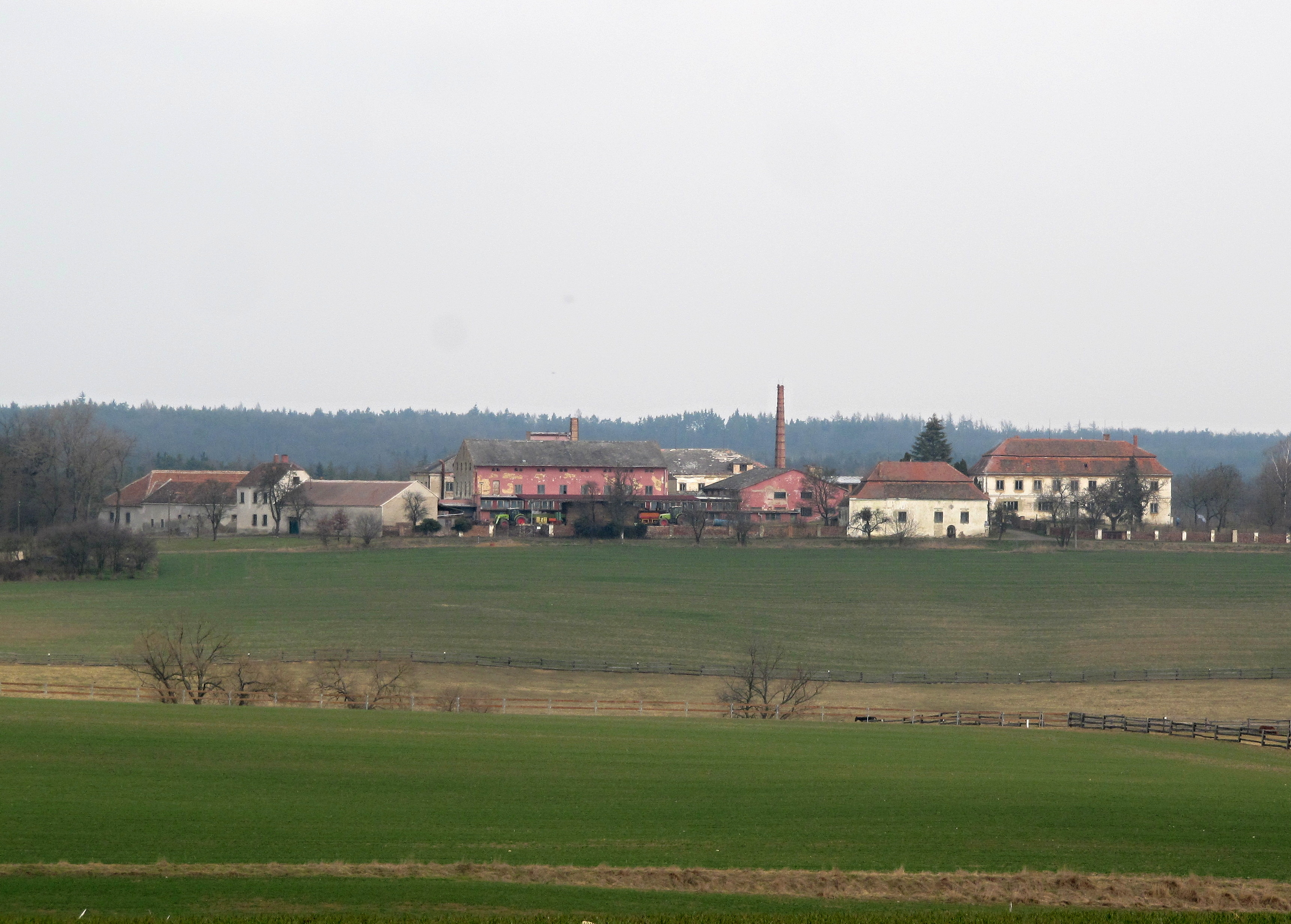
Keramická továrna Kocanda